# Bancopolder
De Bancopolder of Bankopolder ligt tussen de Doraweg en de Kooiweg, in de Brekkenpolder bij Lemmer, in de Nederlandse gemeente De Friese Meren.
De 21 hectare grote polder bestaat uit petgaten, legakkers en rietvelden. It Fryske Gea beheert hier grond van de Ottema-Kingma Stichting. Het noordelijke deel is eigendom van Staatsbosbeheer. Deze natte polder is alleen op aanvraag toegankelijk.
De Bancopolder is een laaggelegen polder, het water wordt vastgehouden door de omringende kade. De meeste petgaten zijn sterk verland, maar er zijn ook grote drijftillen. De grote horsten op oude rietveldjes worden gevormd door het pijpenstrootje. Het door riet omzoomde water geeft beschutting aan watervogels. Het riet wordt eenmaal per jaar (voor het broedseizoen) afgesneden. Het ruige terrein in de vlakke polder geeft tevens dekking aan de ree.
Aeltsjemar
· De Alde Feanen
· Bakkeveense Duinen
· Bancopolder
· Bekhofschaans
· Bjirmen
· Blauhúster Puollen
· Bocht fan Molkwar
· Botmar
· Bouwepet
· Buismans Einekoai
· Bûtenfjild
· Van Coehoornbosk
· Delleboersterheide
· Diakonieveen
· Dobbe Stienser Aldlân
· Dobben Hurdegarypsterwarren
· Dunegeaster- en Follegeasterpolder
· Dyksfearten
· Eanjumerkolken
· Easterskar
· Einekoai Piaam
· Einekoaien Lytse Geast
· De Fluezen
· Grikelân en Turkije
· Grutte Wielen
· Heide Hulstreed
· De Hon
· Huitebuersterbûtenpolder
· Joodse begraafplaats Tacozijl
· Joodse begraafplaats Noordwolde
· Kapellepôle
· Ketelermar
· Ketliker Skar
· Kobbelân
· Lendebos
· Lindevallei
· Liphústerheide
· Makkumersúdmar
· Makkumerwaarden
· Mandefjild
· Martenastate
· Meulebos
· Meulereed
· Mokkebank
· Mûntsebuorsterpolder
· Noard-Fryslân Bûtendyks
· 't Oerd
· Ottema Wiersma reservaat
· Park Huize Olterterp
· Park Jongemastate
· Peazemerlannen
· Petgatten De Feanhoop
· Polders Koarnwert
· Ringwiel
· Rysterbosk
· De Ryp
· Schaopedobbe
· Séfonsterpolder
· Sippen-finnen
· Skiedingsboskje
· Slachtedyk
· Steile Bank
· Stokersdobbe
· Sudermarpolder
· Syp Set
· Taconisbosk
· Tsjongerwâlen
· Teroelster Sipen
· Unlân fan Jelsma
· Van Asperen einekoaien
· Warkumermar
· Warkumerwaard
· 't West
· Wilhelmina-oard
· Ychtenerfeanpolder